# زیبیل راوخ
زیبیل راوخ (انگلیسی: Sibylle Rauch؛ زادهٔ ۱۴ ژوئن ۱۹۶۰) یک هنرپیشه، خواننده و پورن استار اهل آلمان است. 

## زندگی و حرفه
او در مونیخ آلمان زاده شد و در سال ۱۹۷۹ در نسخه آلمانی پلی‌بوی وارد شد و پس از آن تاریخ ۱۵ بار دیگر در این مجله ظاهر شد.